# Рибкіна Олена Володимирівна
Олена Володимирівна Рибкіна (рос. Елена Владимировна Рыбкина; народилася 24 квітня 1964) — радянська і російська бадмінтоністка. Майстер спорту міжнародного класу.
Учасник Олімпійських ігор 1992 в одиночному розряді, Олімпійських ігор 1996 в одиночному і парному розрядах.
Чемпіон СРСР в одиночному розряді (1988, 1989, 1990, 1991), в парному розряді (1986, 1987, 1989, 1990, 1991), в змішаному парному розряді (1989). Чемпіон Росії в одиночному розряді (1995), в парному розряді (1994).
Переможець Austrian International в одиночному розряді (1989, 1990, 1991), в парному розряді (1990, 1991), в змішаному парному розряді (1989). Переможниця Canadian Open в одиночному розряді (1991).